# 克林根巴赫
克林根巴赫是奥地利布尔根兰州艾森斯塔特城郊县的一个市镇。总面积4.82平方公里，总人口1189人，人口密度246.7人/平方公里（2001年）。